# Teeworlds
Teeworlds, anciennement Teewars, est un jeu de tir TPS (third person shooter) multijoueur en 2D. Le joueur y incarne une petite créature ronde, le tee.
À l'aide de plusieurs armes différentes, le joueur doit parcourir les différentes cartes à la recherche de ses adversaires.
C'est un jeu libre en développement, dans un état suffisamment avancé pour pouvoir y jouer.

## Système de jeu
Le tee est doté en début de partie d'un maillet et d'un pistolet. Il peut par la suite trouver sur la carte d'autres armes comme le fusil à pompe, le lance-grenades, le pistolet laser et le katana (dans certaines cartes). Le tee est par ailleurs toujours en possession d'un grappin qui accroît sa mobilité en lui permettant de s'accrocher aux murs et plafonds. Les armes sont inspirées de FPS célèbres tels que Quake, Unreal Tournament et même de jeux d'un autre style comme Worms. Les armes sont réparties à travers la carte, et peuvent être ramassées ou rechargées en passant dessus. Pour la visée, le curseur de la souris est utilisé.
Sur certaines cartes, les tees s'affrontent uniquement avec le pistolet laser : aucune recharge n'est nécessaire et le personnage meurt à la moindre touche.
Il est possible de s'affronter sur trois modes de jeu officiels différents :
- Deathmatch (DM) : vous affrontez des adversaires, vous n'avez pas d'alliés, tout le monde veut vous tuer.
- Team deathmatch (TDM) : deux équipes s'affrontent : les rouges contre les bleus. Le but est de faire un maximum de frags dans les rangs adverses.
- Capture the flag (CTF) : match en équipe (rouges et bleus s'affrontent), le but étant de capturer le drapeau adverse et de le ramener dans son propre camp.

De plus, de nombreux modes de jeux supplémentaires ont été créés par la communauté du jeu, dont notamment :
- ICTF : Il s'agit d'un CTF, mais les tees n'ont que les lasers pour tuer les tees adversaires.
- ZCatch : Match sans alliés, avec une seule arme (le plus souvent le lance-grenades) et le personnage change de couleur en partant du bleu et virer au jaune en fonction des kills à la suite. Si vous êtes mort, vous ne réapparaitrez en jeu que lorsque le tee qui vous a tué, se fait à son tour tuer. Votre couleur redevient bleue lorsque vous réapparaissez.
- Openfng : Match en équipe, le but étant de tirer sur les tees adverses avec son laser afin de les paralyser pour les jeter dans des zones (des piques) pour marquer des points. (Des piques correspondants aux équipes permettent des bonus de points).
- Race : vous devez achever un parcours en un minimum de temps.
- DDRace : identique à la Race, mais la collaboration avec d'autres joueurs est indispensable pour la finir.
- Infection : un tee est désigné "izombie" à chaque début de partie. À l'aide du marteau il doit contaminer les autres tee qui eux, se défendent avec les armes et des murs lasers. Le "round" s'achève à la fin du temps ou lorsque tous les tees sont contaminés.
- InfClass : C'est le même principe que l'Infection sauf que les zombies et les tees non infectés disposent de "classes". Chacun des tees ou zombies a des pouvoirs pour pouvoir infecter ou tuer.

Infectés: smoker, hunter, boomer ,ghoul ,slug ,tank, ghost, witch, undead et snowman.
Non-Infectés: mercenary, engineer, soldier, medic, ninja, rambo, biologist, scientist, hero, sniper et bêta.
- Football : le principe est le même que celui d'une partie de foot, dans laquelle les joueurs bataillent à l'aide de leurs marteaux pour récupérer la roquette qui fait office de balle et l'envoyer dans le but adverse.
- iF|City : Il s'agit d'un mode où il faut rester sur des chaises pour gagner des niveaux et de l'argent pour ensuite acheter des upgrades et affronter d'autres tees dans une ville aménagée pour faire des combats épiques en ligne. Ce mode est toujours joué par les joueurs, en 2021.

## Historique
Teeworlds est toujours en développement. Le jeu est actuellement disponible sur la plupart des plates-formes : Microsoft Windows, GNU/Linux et Mac OS X. Le 15 décembre 2007, le code source de la version 0.3.0 a été publié, ce qui signifie que les joueurs peuvent désormais le porter pour d'autres plates-formes, comme les *BSD. Il fonctionne également sous Wine.
- La version 0.3.3 est sortie le 10 janvier 2008.
- La version 0.4 est une version majeure : le tee dispose d'une nouvelle arme, et de nombreux bugs ont été corrigés. Le jeu est renommé Teeworlds[1].
- La version 0.5 a apporté des améliorations majeures telles que l'enregistrement des vidéos, la possibilité de choisir des serveurs favoris, la limite maximum de joueurs passe de 12 à 16, des zones non accrochantes et des zones provoquant des dégâts apparaissent sur les cartes, une amélioration significative de la consommation en débit, système de votekick ainsi que quelques changements mineurs sur la physique du jeu.
- Le premier avril 2009, les développeurs affichent en page d'accueil : « Teeworlds sold to Nintendo. More information will come tomorrow, 2 April at 12:00, Central European Time » sur la page d'accueil. (Teeworlds a été vendu à Nintendo, plus d'informations seront disponibles demain, le 2 avril à 12 heures), ce qui s'est révélé être un poisson d'avril.
- La version 0.6 est sortie le 10 avril 2011.
- La version 0.6.1 est sortie le 31 juillet 2011.
- Une fausse version finale du jeu, baptisée 1.0, est sortie le 1er avril 2012. Elle rendait notamment l'éditeur de niveau incompréhensible et ajoutait des arcs-en-ciel dans le dos des Tees, en référence au Nyan Cat.
- La version 0.6.2 est sortie le 24 février 2013.
- La version 0.6.3 est sortie le 20 novembre 2014 avec des fix de crashs de serveurs et des joueurs ouvrant des cartes avec des versions invalides de teeworlds ou non à jour.
- La version 0.6.4 est sortie le 4 novembre 2016 [2].
- La version 0.6.5 est sortie le 13 octobre 2018 pour corriger une vulnérabilité : beaucoup de serveurs étaient remplis de "connecting clients"[3].
- La version 0.7 bêta est sortie le 14 octobre 2018 avec plusieurs ajouts, notamment un nouveau menu et 2 nouveaux types de jeux.
- La version 0.7.1 est sortie le 9 décembre 2018. La liste des nouveautés est détaillée sur le site officiel .

Depuis la dernière version 0.7.5, sortie le 19 avril 2020, il n'y a eu aucune nouvelle version après celle-ci et le dernier commit Git date de juin 2023, le développement du jeu semble avoir été arrêté.